# Довољско четворојеванђеље
Довољско четворојеванђеље је средњовјековна рукописна књига из старе српске државе Босне која је до данас налази у Санкт Петербургу. Јеванђеље је названо је по манастиру Довољи у коме је пронађено. Данас се чува у Государственој публичној библиотеци у Сант Петерзбургу, у збирци Гилфердинга бр. 7. Рукопис је датован у 14. вијека.
Довољско четворојеванђеље је писано на пергаменту на 110 листова, величине 21,5x14,5 центиметара. Овој рукописној књизи недостаје почетак и крај. Подјељено је на опширне главе, без наслова опширних глава на хоризонталним маргинама. Нема подјеле на Амонијеве главе као што су подјељена многа друга јеванђеља из старе српске државе Босне, а нема ни подјеле на литургијска зачеља.
Илуминиран је према типичном декоративном систему за поједина српска јеванђеља из Босне у којима је орнаментика рукописа распоређена, као и текст, у непрекинутом току. Рукопис је украшен орнаментима са четири заставице и низом иницијала.
Илуминација Довољског јеванђеља има паралела у монументалном сликарству, а тако и у рукописима Србије. За украсе разврежале лозице блиске паралеле представља фреско-сликарство манастира Тврдоша у Херцеговини; те за орнаменте уплетене у чвору, низ српских рукописа пружа блиске сличности.